# Marmo alleggerito
Per marmo leggero si intende un sistema composito che si ottiene abbinando a una lastra sottile di marmo/pietra uno strato di materiale alveolare. L'obiettivo è duplice: ottenere dei pannelli di rivestimento di peso decisamente inferiore e ridurre  l'impiego di materiale pregiato.
Il sistema è quindi composto da una lastra di vero marmo, granito o pietra dello spessore di circa 5 mm, stratificata tramite resine specifiche ad alveolare in alluminio. Il marmo leggero ha un peso complessivo di circa 17 kg/m² (kg 2.700 x 0,005 = kg 13,5 marmo + kg 3,5 supporto).